# Mesvres
Mesvres est une commune française située dans le département de Saône-et-Loire, en région Bourgogne-Franche-Comté.

## Toponymie
Au IXe siècle, le village s'appelait Magaverum au XIIe siècle,  il devient Magabrum aux Xe et XIIe siècles, puis Magobrium au XIIIe siècle, puis au cours des siècles : Mehevre,  Maivre ou  Meevre pour finir par Mesvres.

## Géographie

### hydrographie
Le Mesvrin, affluent de l'Arroux, est le principal cours d'eau parcourant la commune.

### Villages, hameaux, lieux-dits, écarts
La Certenue - Chevannes - Fougerette (moulin-étang) - Geneste du Chaigne (bois) - les Genevois - les Jonchères - Lavaut - la Maizière - Morvanges - la Perrière (bois) - la Porolle - Runchy - la Thivelet - les Vincents - Villebert, la Loge - les Pâtureaux

### Climat
Pour des articles plus généraux, voir Climat de la Bourgogne-Franche-Comté et Climat de Saône-et-Loire.
En 2010, le climat de la commune est de type climat océanique dégradé des plaines du Centre et du Nord, selon une étude du Centre national de la recherche scientifique s'appuyant sur une série de données couvrant la période 1971-2000. En 2020, Météo-France publie une typologie des climats de la France métropolitaine dans laquelle la commune est exposée à un climat océanique altéré et est dans la région climatique Lorraine, plateau de Langres, Morvan, caractérisée par un hiver rude (1,5 °C), des vents modérés et des brouillards fréquents en automne et hiver.
Pour la période 1971-2000, la température annuelle moyenne est de 11 °C, avec une amplitude thermique annuelle de 16,6 °C. Le cumul annuel moyen de précipitations est de 1 004 mm, avec 12,1 jours de précipitations en janvier et 7,5 jours en juillet. Pour la période 1991-2020, la température moyenne annuelle observée sur la station météorologique de Météo-France la plus proche, « Saint-Symphorien de Marmagne », sur la commune de Saint-Symphorien-de-Marmagne à 7 km à vol d'oiseau, est de 11,1 °C et le cumul annuel moyen de précipitations est de 974,4 mm. 
La température maximale relevée sur cette station est de 42 °C, atteinte le 18 juillet 1964 ; la température minimale est de −22 °C, atteinte le 16 janvier 1985,,.
Les paramètres climatiques de la commune ont été estimés pour le milieu du siècle (2041-2070) selon différents scénarios d'émission de gaz à effet de serre à partir des nouvelles projections climatiques de référence DRIAS-2020. Ils sont consultables sur un site dédié publié par Météo-France en novembre 2022.

## Urbanisme

### Typologie
Au 1er janvier 2024, Mesvres est catégorisée commune rurale à habitat dispersé, selon la nouvelle grille communale de densité à sept niveaux définie par l'Insee en 2022.
Elle est située hors unité urbaine. Par ailleurs la commune fait partie de l'aire d'attraction d'Autun, dont elle est une commune de la couronne,. Cette aire, qui regroupe 42 communes, est catégorisée dans les aires de moins de 50 000 habitants,.

### Occupation des sols
L'occupation des sols de la commune, telle qu'elle ressort de la base de données européenne d’occupation biophysique des sols Corine Land Cover (CLC), est marquée par l'importance des territoires agricoles (69,7 % en 2018), une proportion identique à celle de 1990 (69,7 %). La répartition détaillée en 2018 est la suivante : prairies (54,1 %), forêts (27,8 %), zones agricoles hétérogènes (15 %), zones urbanisées (2,5 %), terres arables (0,6 %). L'évolution de l’occupation des sols de la commune et de ses infrastructures peut être observée sur les différentes représentations cartographiques du territoire : la carte de Cassini (XVIIIe siècle), la carte d'état-major (1820-1866) et les cartes ou photos aériennes de l'IGN pour la période actuelle (1950 à aujourd'hui).

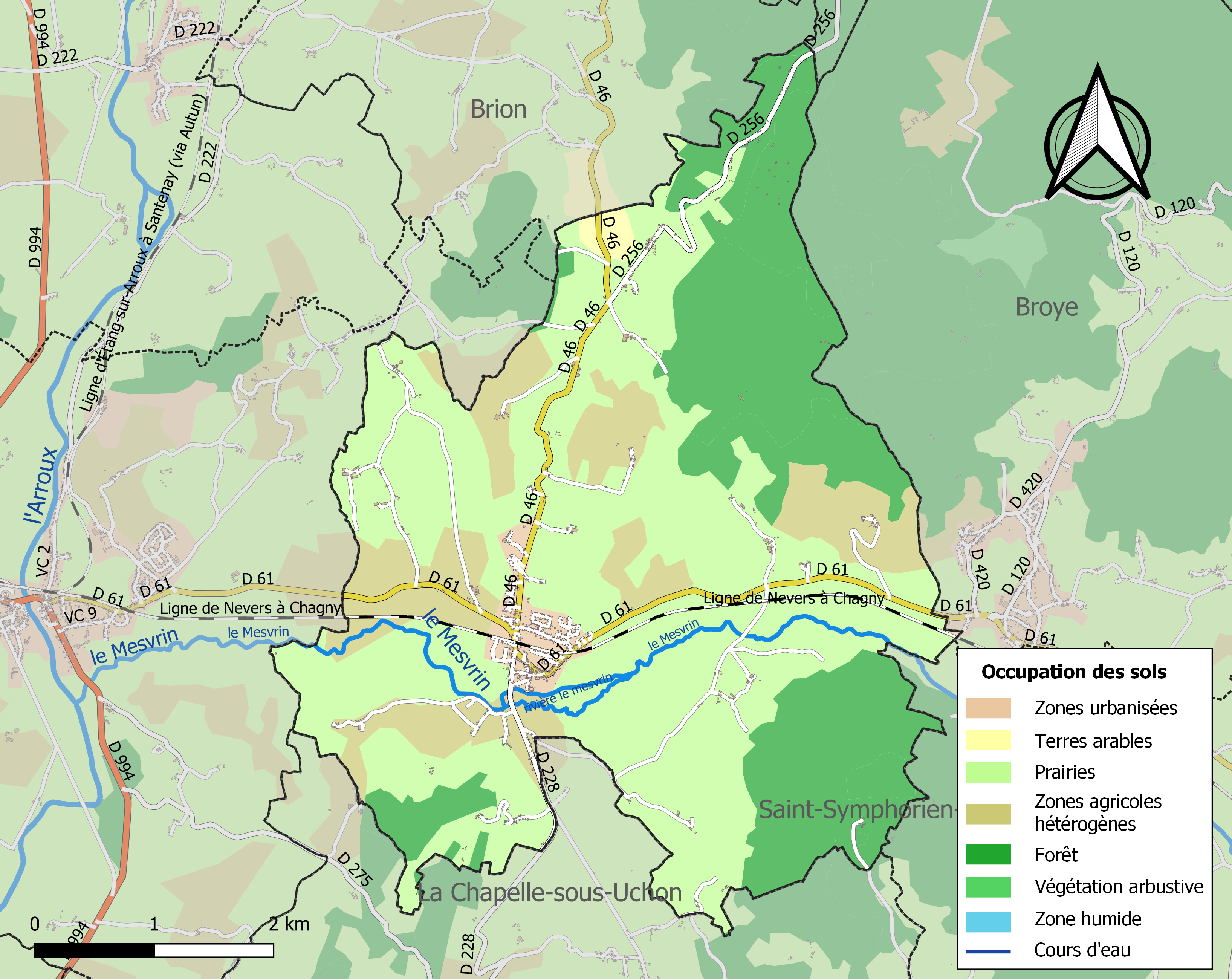
Carte des infrastructures et de l'occupation des sols de la commune en 2018 (CLC).

## Histoire
Les évêques d'Autun reçoivent de Charles le Chauve le siège d'un prieuré sis à Mesvres. Ce prieuré fut cédé en 994 à l'abbaye de Cluny. Pierre de Beaufort, prieur de Mesvres en 1357, fut le dernier pape français (Grégoire XI) à Avignon. L'abbaye Sainte-Marie de Saint-Jean-le-Grand d'Autun, possédait les terres de Runchy. À la fin du XIVe siècle, le village et la contrée eurent à souffrir des Routiers à la tête desquels était Jacques d'Aigrefeuille, curé de Mesvres en personne.

## Politique et administration
| Période                                  | Période                | Identité                           | Étiquette | Qualité           |
| ---------------------------------------- | ---------------------- | ---------------------------------- | --------- | ----------------- |
| 20/09/1792 (an I)                        | 23 pluviôse an II      | François Mereau                    |           |                   |
| 23 pluviôse an II                        | 1er vendémiaire an III | Toussaint Jondeau                  |           |                   |
| 1er vendémiaire an III                   | an IV                  | Toussaint Jondeau                  |           |                   |
| an IV                                    | an IX                  | Jean Bouheret                      |           |                   |
| an IX                                    | 17 prairial an XIII    | Antoine Blochet                    |           |                   |
| 17 prairial an XIII                      | 24 octobre 1810        | Pierre-Nicolas Haillot             |           |                   |
| 24 octobre 1810                          | ? 1815                 | Louis Thevenot                     |           |                   |
| ? 1815                                   | 12 mai 1815            | Jean-Bte Brissot                   |           |                   |
| 12 mai 1815                              | 08 décembre 1831       | Léger Bacquelot                    |           |                   |
| 08 décembre 1831                         | 18 janvier 1835        | Jean-Marie Lussiaux                |           |                   |
| 18 janvier 1835                          | fin décembre 1835      | Claude Nectoux                     |           |                   |
| fin décembre 1835                        | janvier 1844           | Jean-Pierre Pidault                |           |                   |
| janvier 1844                             | juillet 1846           | Pierre-J Desplaces                 |           |                   |
| juillet 1846                             | 1er décembre 1848      | Simon Jondeau                      |           |                   |
| 1er décembre 1848                        | 7 septembre 1849       | Jean-Pierre Pidault                |           |                   |
| 7 septembre 1849                         | septembre 1870         | Jean-Claude Desplaces de Charmasse |           |                   |
| septembre 1870                           | 14 mai 1871            | Antoine Duverne                    |           |                   |
| 14 mai 1871                              | 17 septembre 1871      | Jean-Claude Desplaces de Charmasse |           |                   |
| 17 septembre 1871                        | 13 février 1874        | Lazare Abord                       |           |                   |
| 13 février 1874                          | janvier 1878           | Jean-Claude Desplaces de Charmasse |           |                   |
| janvier 1878                             | 9 juin 1879            | Léon Lacomme                       |           |                   |
| 9 juin 1879                              | 24 septembre 1891      | Charles-Lazare Abord               |           |                   |
| 24 septembre 1891                        | 15 mai 1892            | Léon Lacomme                       |           |                   |
| 15 mai 1892                              | 15 mai 1904            | Jean Couland                       |           |                   |
| 15 mai 1904                              | 17 mai 1908            | Antoine Dodille                    |           |                   |
| 17 mai 1908                              | 10 décembre 1919       | Étienne Richard                    |           |                   |
| 10 décembre 1919                         | 4 janvier 1925         | Pierre Ducreux                     |           |                   |
| 4 janvier 1925                           | juillet 1934           | Jacques Lacomme                    |           |                   |
| juillet 1934                             | 16 septembre 1934      | Jean Diard                         |           |                   |
| 16 septembre 1934                        | 19 mai 1935            | Jean-Marie Gagnard                 |           |                   |
| 19 mai 1935                              | 17 mai 1945            | Pierre Terrade                     |           |                   |
| 17 mai 1945                              | 26 octobre 1947        | Lucien Cordonnier                  |           |                   |
| 26 octobre 1947                          | 5 juin 1960            | Pierre Terrade                     |           |                   |
| 5 juin 1960                              | 1er février 1976       | Jacques Grenaut                    |           | médecin           |
| 1er février 1976                         | mars 2001              | Hervé Charles                      |           | enseignant        |
| mars 2001                                | mars 2008              | Jean-Bernard André                 |           |                   |
| mars 2008                                | mai 2020               | André Jarlot                       |           | notaire honoraire |
| mai 2020                                 | août 2024              | Christian Delaforge                |           |                   |
| Les données manquantes sont à compléter. |                        |                                    |           |                   |

## Démographie
L'évolution du nombre d'habitants est connue à travers les recensements de la population effectués dans la commune depuis 1793. Pour les communes de moins de 10 000 habitants, une enquête de recensement portant sur toute la population est réalisée tous les cinq ans, les populations de référence des années intermédiaires étant quant à elles estimées par interpolation ou extrapolation. Pour la commune, le premier recensement exhaustif entrant dans le cadre du nouveau dispositif a été réalisé en 2005.

En 2022, la commune comptait 744 habitants, en évolution de −2,23 % par rapport à 2016 (Saône-et-Loire : −1,06 %, France hors Mayotte : +2,11 %).
| 1793 | 1800 | 1806 | 1821 | 1831 | 1836  | 1841  | 1846  | 1851  |
| ---- | ---- | ---- | ---- | ---- | ----- | ----- | ----- | ----- |
| 567  | 608  | 622  | 847  | 887  | 1 026 | 1 045 | 1 120 | 1 141 |

| 1856  | 1861  | 1866  | 1872  | 1876  | 1881  | 1886  | 1891  | 1896  |
| ----- | ----- | ----- | ----- | ----- | ----- | ----- | ----- | ----- |
| 1 110 | 1 121 | 1 136 | 1 163 | 1 195 | 1 241 | 1 318 | 1 334 | 1 421 |

| 1901  | 1906  | 1911  | 1921  | 1926  | 1931  | 1936  | 1946  | 1954 |
| ----- | ----- | ----- | ----- | ----- | ----- | ----- | ----- | ---- |
| 1 354 | 1 341 | 1 343 | 1 328 | 1 226 | 1 188 | 1 120 | 1 045 | 946  |

| 1962 | 1968 | 1975 | 1982 | 1990 | 1999 | 2005 | 2006 | 2010 |
| ---- | ---- | ---- | ---- | ---- | ---- | ---- | ---- | ---- |
| 949  | 854  | 930  | 890  | 836  | 840  | 855  | 839  | 789  |

| 2015 | 2020 | 2022 | - | - | - | - | - | - |
| ---- | ---- | ---- | - | - | - | - | - | - |
| 764  | 751  | 744  | - | - | - | - | - | - |

## Lieux et monuments
Patrimoine religieux
- Temple antique à l'emplacement du prieuré.

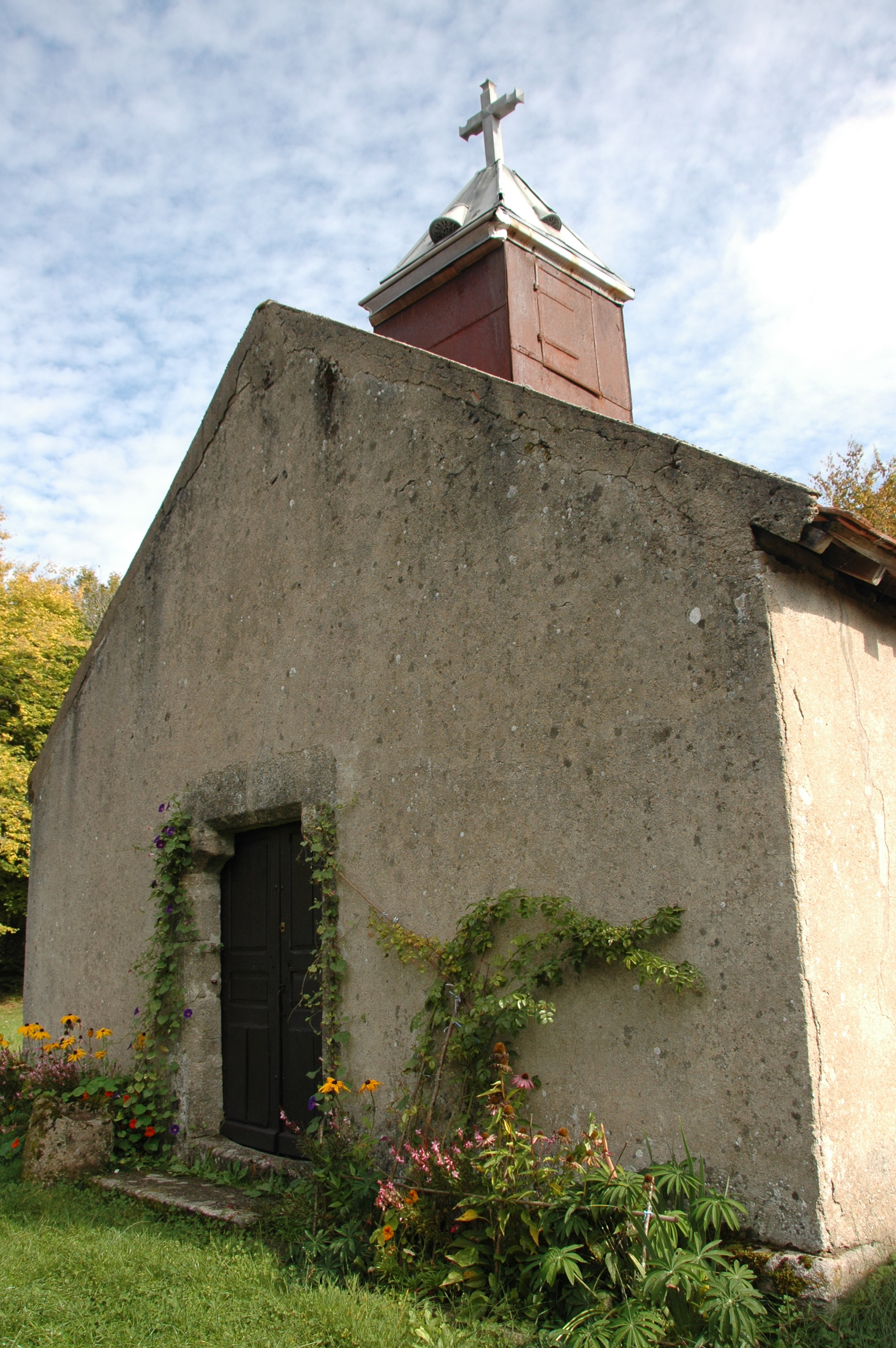
Chapelle Notre-Dame de la Certenue.

- Prieuré Saint-Martin de Mesvres, ancien monastère bénédictin relevant de l'ordre de Cluny mentionné pour la première fois en 843 et présentant l'aspect d'une maison forte des XVe et XVIe siècles.
- Église de l'Assomption, église romane du XIIe siècle restaurée en 1980-1981 comprenant :
  - charpente révélée par la restauration ;
  - retables XVe et XVIe siècles ;
  - siège abbatial XVIe siècle.
- la chapelle Notre-Dame de la Certenue du XVIIe siècle et sa fontaine où l'on peut voir :
  - une statue de la Vierge du XVIe siècle, source de dévotion ;
  - un ex-voto ;
  - les dalles de caveaux (sépultures des familles Bard et Raymond).

Patrimoine civil
- les restes d'un camp retranché antique, au signal de Notre-Dame-de-la-Certenue.
- des vestiges celtiques et gallo-romains.
- sur le Mesvrin, deux ponts à bec du XVIIe siècle, construits sur la commande de Mme Marie de Rabutin-Chantal, marquise de Sévigné.
- au cimetière : trois pierres sculptées du Moyen Âge.
- Château du Mousseau, XIXe siècle.

Autre
- au lieu-dit le Peut Crot : la « pierre de la Dame », à laquelle sont attachées diverses légendes (pierre gravée d'une croix, l'un des deux traits ayant le profil d'un serpent)[20].

## Personnalités liées à la commune
- Pierre Roger de Beaufort, prieur de Mesvres, fut le dernier pape français (Grégoire XI) à Avignon.
- Madame de Sévigné a financé les deux ponts à bec enjambant le Mesvrin afin que ses porteurs de chaise ne trempent pas leurs chausses lors de ses visites à sa famille demeurant à Toulongeon.
- Françoise de Rabutin-Chantal, comtesse de Toulongeon, a fait bâtir la chapelle Notre-Dame de la Certenue en 1675.

## Sports
Un club de football nommé le Réveil Sportif de Mesvres qui évolue dans le district du Pays Minier (niveau départemental).

## Vie associative
- L'Amicale des écoles : agrémenter les temps périscolaires des enfants scolarisés à Mesvres, arbre de Noël, etc. Présidente : Muriel Julien.
- M 3 C : custom de moto. Président : Alain Battistella.
- École de musique de Mesvres : enseignement sur piano, clavier, orgue, guitare et accordéon.
- Réveil sportif de Mesvres : club de football. Président : Joël Bailey.
- Les Lacets multicolores : section de marche AMUR, randonnées.
- Les Attelages du Mesvrin : randonnée en attelage, concours de labour à l'ancienne, fête du cheval.
- Club Théâtre : président d'honneur et fondateur Hervé Charles. Présidente : Solange Besombes.
- Le Mesvrin VTT : école du vélo, VTT départemental, régional, national et international.
- Les Amis du Prieuré : sauvegarde, restauration et animation de l'édifice médiéval classé site clunisien. Président : Dominique Labonde, propriétaire du prieuré.
- Association pétanque de Mesvres : président  Christian Désire.
- Union nationale des combattants section de Mesvres. Président : Bernard Champmartin.
- Amicale départementale des anciens de la Légion étrangère de Saône-et-Loire. Président  François-Xavier Auquier.
- Les Amis du Mesvrins : association d'amis pêcheurs. Président : François Drozdowski.
- Comité FNACA Broye-Mesvres.
- Judo Club Arroux Mesvrin.

## Pour approfondir